# Doubravice (Železnice)
Doubravice je malá vesnice, část města Železnice v okrese Jičín. Nachází se asi 2,5 km na severozápad od Železnice. V roce 2009 zde bylo evidováno 15 adres. V roce 2001 zde trvale žilo 17 obyvatel.
Doubravice leží v katastrálním území Cidlina o výměře 4,44 km².

## Geologická a mineralogická lokalita
Asi 200 metrů směrem na severovýchod od zástavby vsi Doubravice při hranicích katastrálního území města Železnice se u křižovatky silnic z Doubravice do Kyjí s odbočkou do Železnici nachází stěnový dvouetážový lom. Tento činný lom leží 4 km jižně od Lomnice nad Popelkou, 1,5 km východně od Cidliny a asi 2 km severoseverozápadně od Železnice.

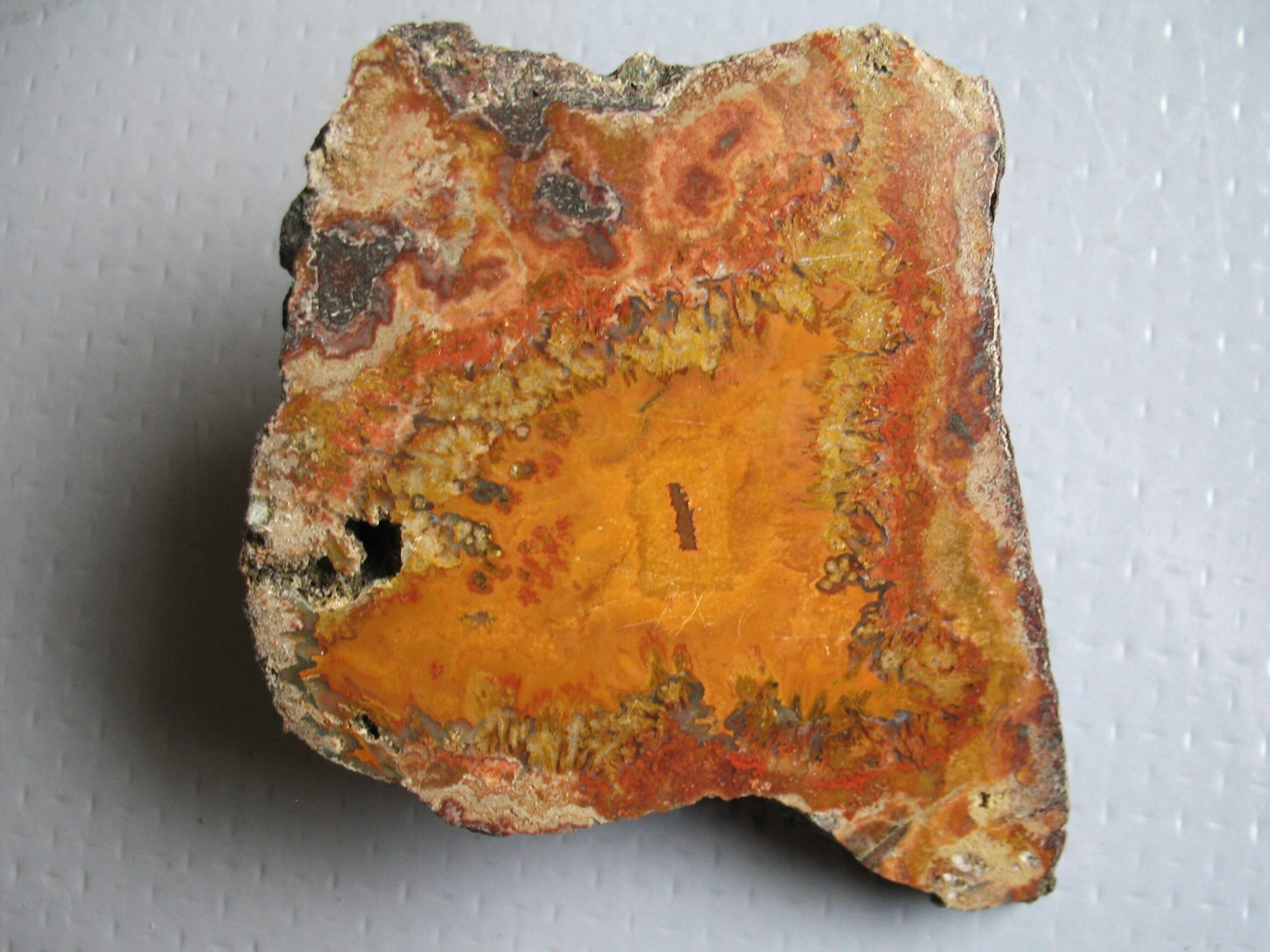
Achát z doubravického kamenolomu

Lom, který pod názvem Kamenolom Doubravice je součástí závodu Jičín firmy Stavoka Kosice a. s. a který bývá též uváděn jako Kracíkův lom nebo lom Cidlina, případně lom Kyje, je geologickou a mineralogickou lokalitou národního významu. Sopečné horniny v této lokalitě dosahují mocnosti více než 100 m a odpovídají olivinickým bazaltům až bazaltandezitům, které jsou součástí jižní části novopacké antiklinály. Tyto lávy se zde vylévaly před 299 až 294 milióny let. Při výlevu přicházely do styku s vodou a s usazeninami v korytech permských řek (pískovce, prachovce a jílovce) a v důsledku toho mají zdejší vulkanické horniny buď mandlovcovitou nebo masivní stavbu. Podle názoru odborníků, vysloveného na základě skutečnosti, že se zde nepravidelně střídají mandlovcovité a masivní andezitoidy, byly v prostoru lomu odkryty tři různé lávové proudy. Dutiny v andezitoidu bývají vyplněny různými odrůdami křemene, jako je například ametyst, záhněda, citrín nebo křišťál. Typickými zdejšími minerály jsou acháty, zejména žlutočervených a žlutohnědých barev, dále jaspisy, kalcit, ankerit, baryt, chalcedon, zeolity (heulandit a mordenit), olivín, hematit a goethit. Ojedinělý je výskyt kupritu, ryzí mědi, chryzokolu, azuritu, malachitu a tirolitu. Nacházejí se zde též další minerály jako antigorit, palygorskit (tzv. skalní kůže), montmorillonit a saponit, které vznikají rozkladem hořečnatých silikátů v mateční hornině. 

## Fotogalerie

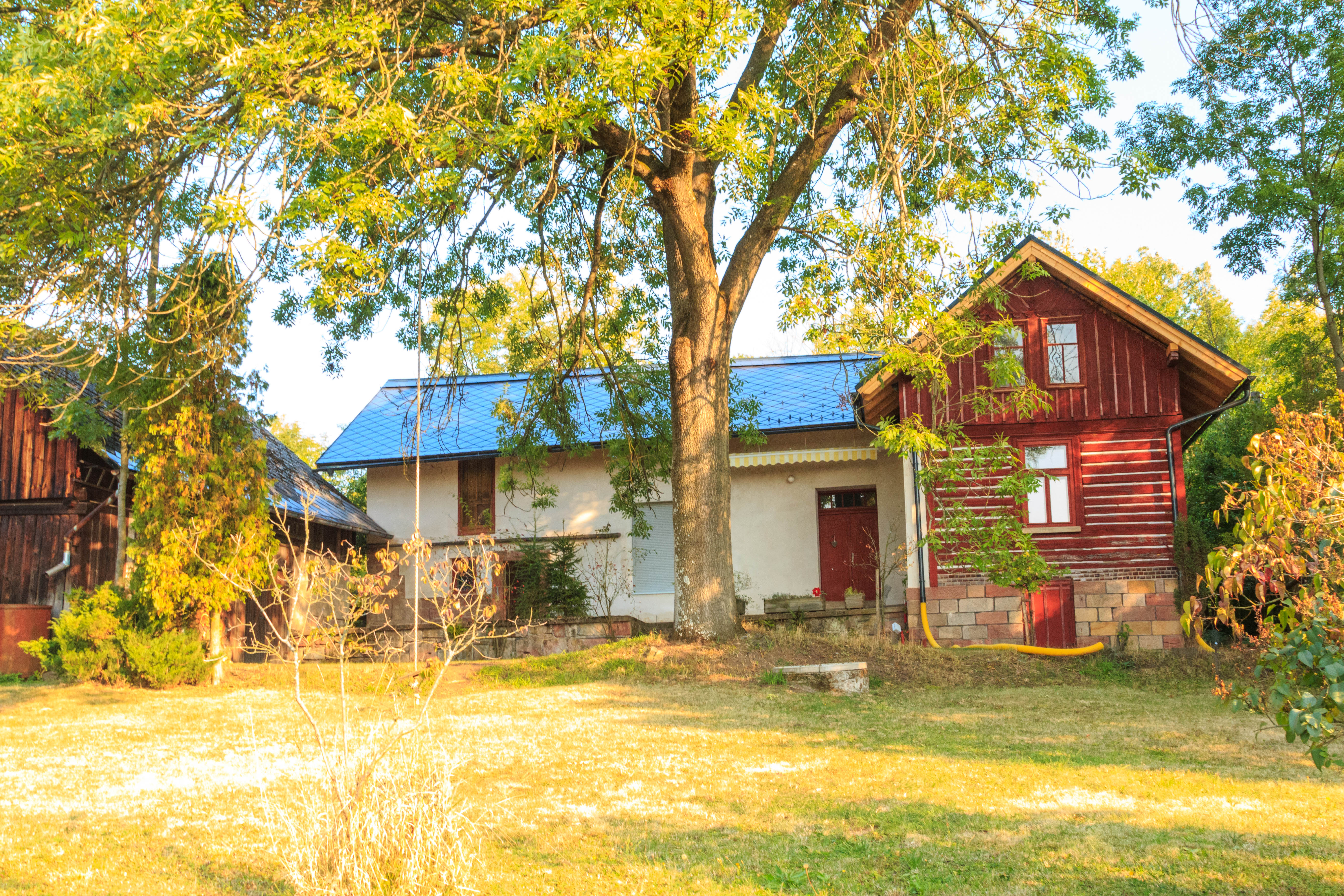
Doubravice u Železnice – čp. 5
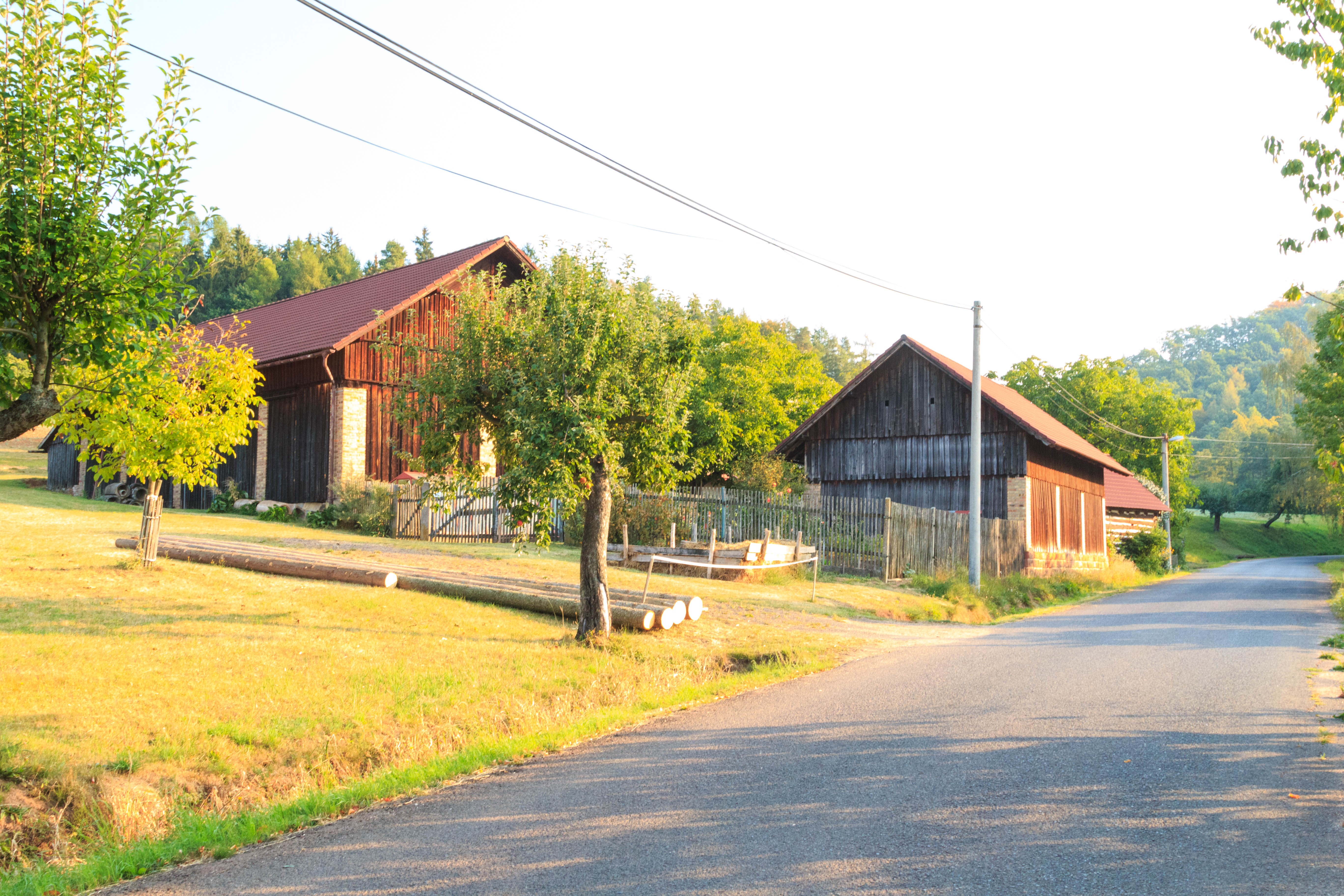
Doubravice u Železnice – čp. 3
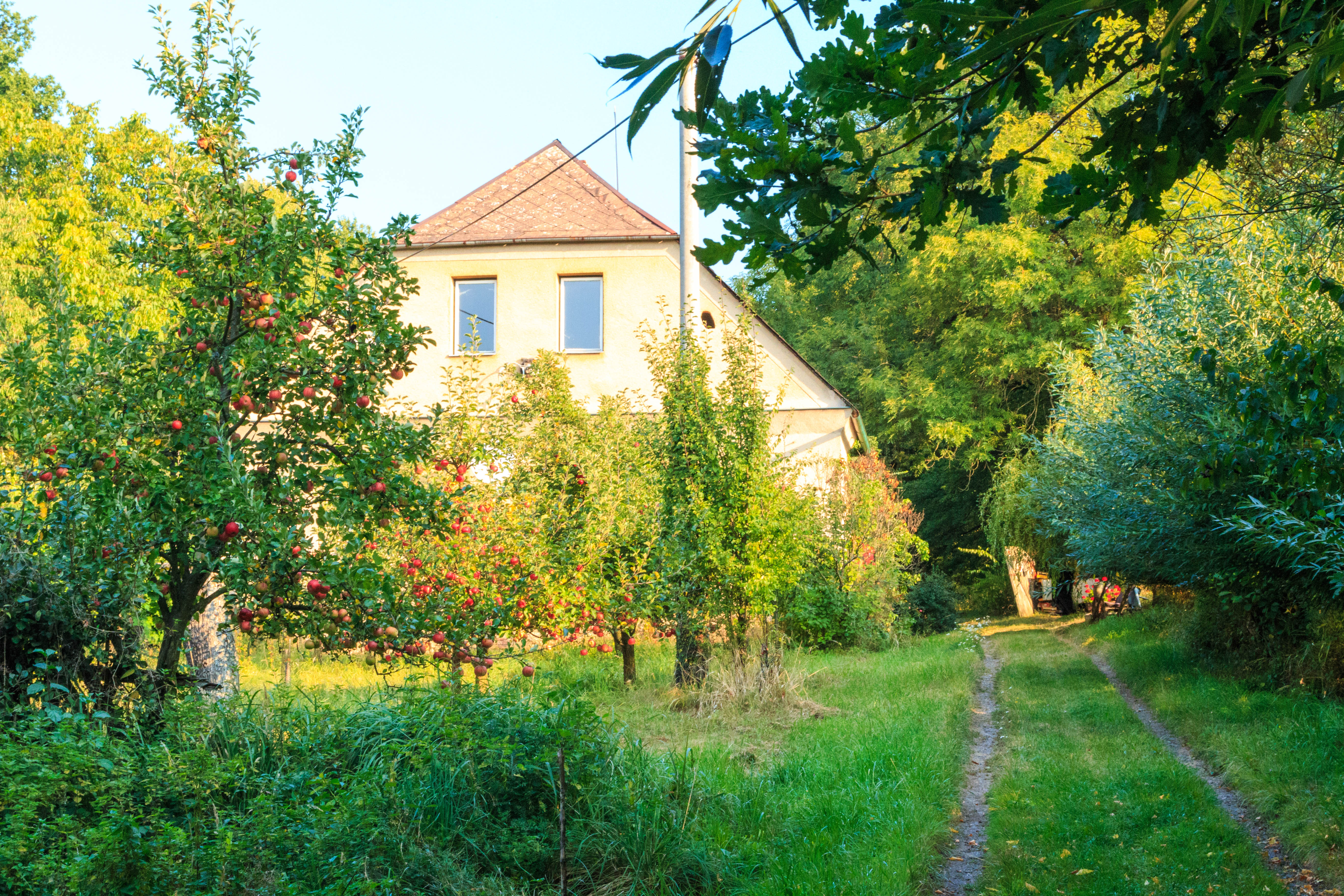
Doubravice u Železnice – čp. 14
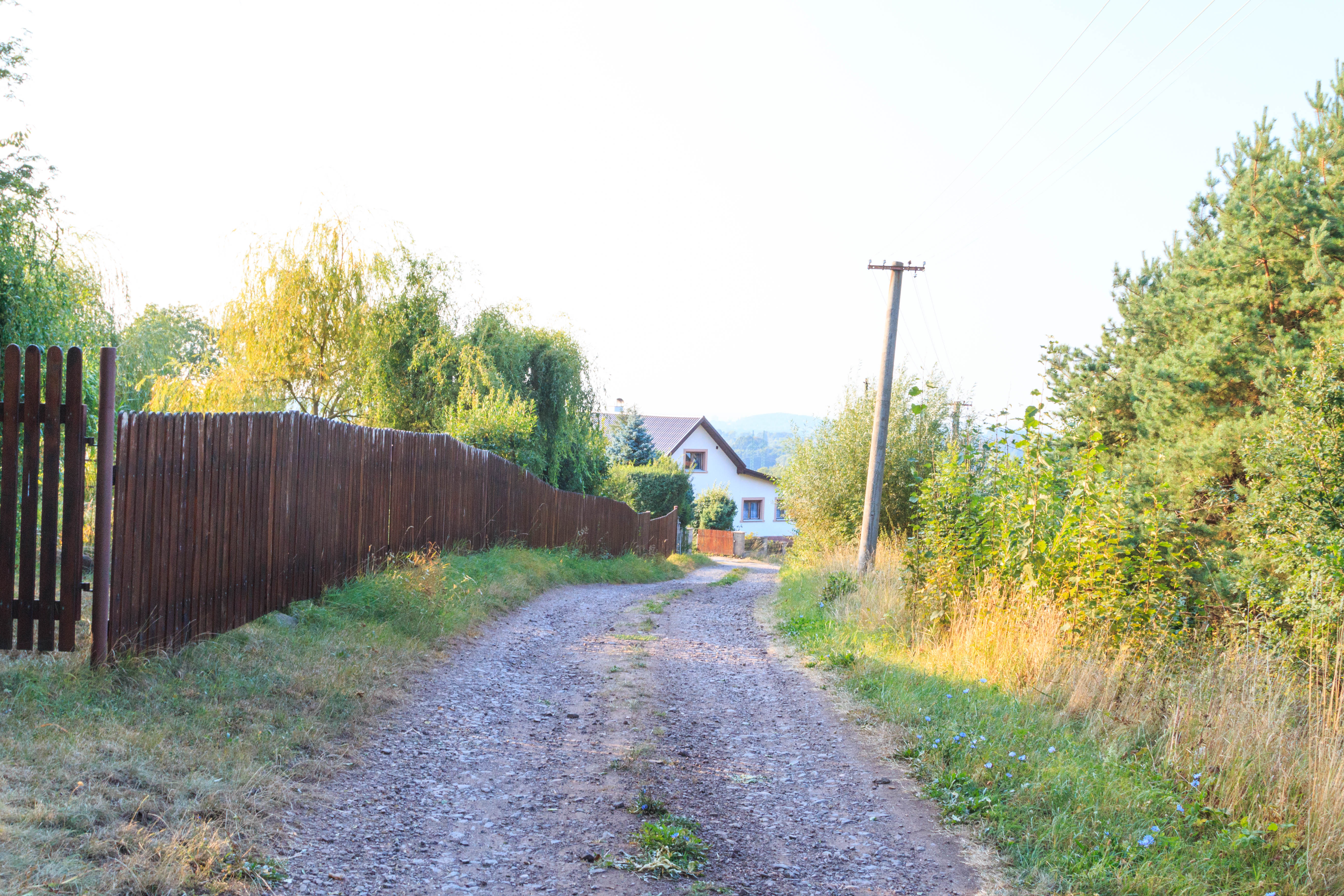
Doubravice u Železnice – čp. 7